# 奧爾梅斯波爾登山
72°5′S 14°19′E / 72.083°S 14.317°E
奧爾梅斯波爾登山（英語：Ormesporden Hill）是南極洲的山丘，位於東部南極洲的毛德皇后地，屬於帕耶山脈的一部分，是林諾爾門山的西南端，由挪威的製圖師根據測量和空中照片繪入地圖。